# Colletes seitzi
Colletes seitzi är en biart som beskrevs av Johann Dietrich Alfken 1900. Colletes seitzi ingår i släktet sidenbin, och familjen korttungebin. Inga underarter finns listade i Catalogue of Life.